# Унішкі-Цеґельня
Унішкі-Цеґельня (пол. Uniszki-Cegielnia) — село в Польщі, у гміні Вечфня-Косьцельна Млавського повіту Мазовецького воєводства.
Населення — 127 осіб (2011).
У 1975-1998 роках село належало до Цехановського воєводства.

## Демографія
Демографічна структура станом на 31 березня 2011 року:
|          | Загалом | Допрацездатний вік | Працездатний вік | Постпрацездатний вік |
| -------- | ------- | ------------------ | ---------------- | -------------------- |
| Чоловіки | 60      | 16                 | 40               | 4                    |
| Жінки    | 67      | 15                 | 41               | 11                   |
| Разом    | 127     | 31                 | 81               | 15                   |